# Bellator 110
Bellator CX foi um evento de artes marciais mistas promovido pelo Bellator MMA ocorrido em 28 de fevereiro de 2014 no Mohegan Sun em Uncasville, Connecticut.

## Background
O evento abriu 10° Temporada do Bellator, e contará com as semifinais do Torneio de Meio-Pesados e Quartas de Final do Torneio de Penas.

## Ligações Externas
1. ↑  Semifinal do Torneio de Meio Pesados da 10ª Temporada.
2. ↑  Semifinal do Torneio de Meio Pesados da 10ª Temporada.
3. ↑  Quartas de Final do Torneio de Penas da 10ª Temporada.
4. ↑  Quartas de Final do Torneio de Penas da 10ª Temporada.
5. ↑  Quartas de Final do Torneio de Penas da 10ª Temporada.
6. ↑  Quartas de Final do Torneio de Penas da 10ª Temporada.
7. ↑  Lara foi golpeado acidentalmente no olho.
8. ↑  DiSciullo acertou joelhadas ilegais acidentais em Maldonado.